# Musée de la chimie
Le musée de la chimie, situé à Jarrie, en Isère, est un musée communal retraçant l'histoire, les techniques et les applications de la chimie, cœur du patrimoine industriel local.
Le musée se trouve dans le même bâtiment qui abrite la mairie de Jarrie, autrefois propriété de la famille de gantiers Jouvin, en particulier dans le parc du Clos Jouvin, créé vers 1880 par l'architecte paysagiste Gabriel Luizet, réalisateur de plusieurs parcs reconnus monuments historiques.
Le musée est fermé pour une durée indéterminée.

## Histoire
Dès 1915, Grenoble et ses alentours développent l'industrie chimique du chlore pour répondre à l'utilisation allemande du gaz de combat pendant la Première Guerre mondiale. Après guerre, l'industrie du chlore et de ses co-produits, soude et hydrogène, répondent aux besoins de la société civile pour fabriquer de nouveaux matériaux, développer les produits d'hygiène et de santé. On parle alors de « chlore utile ». Après la Seconde Guerre mondiale, les plates-formes chimiques se développent, se mutualisent. C'est le début de l'exploitation des mines de sel gemme d'Hauterives, de la construction et de l'utilisation des saumoducs qui arrivent jusqu'à la plate-forme chimique de Pont-de-Claix.
Les plateformes chimiques du sud grenoblois prospèrent  jusqu'au premier choc pétrolier de 1973 ; pour ce pôle chimique français, c'est alors le début d'un lent déclin.
L'« Association des amis du musée de la chimie » est créée en 1982 par des anciens salariés et le directeur de l'usine Péchiney Ugine Kuhlmann ainsi que par René Romano et Roger Bayle, alors maire de Jarrie. En 1986, l'association contribue à la fondation du musée, qui ouvre ses portes dans les 300 m2 des caves de la demeure Jouvin en 1987.
En 2007, le musée est municipalisé, permettant de pérenniser les collections et professionnaliser les missions de conservation et de valorisation des collections. Le musée est rescénarisé à l'initiative de l'assistante de conservation Caroline Guérin en 2012. Après une fermeture de 18 mois pour travaux, le musée de la chimie a rouvert ses portes le 17 mai 2014, proposant un nouveau parcours de visite actualisé et offrant de nouveaux espaces de médiation et d'exposition temporaire.
L'association fondatrice devient alors l'association des Amis du musée de la chimie.
Le musée possède les échantillons de borures métalliques réalisés en 1929 par le professeur Lucien Andrieux, futur directeur de l'Institut d'électrochimie et d'électrométallurgie au sein de l'Institut polytechnique de Grenoble.

## Expositions

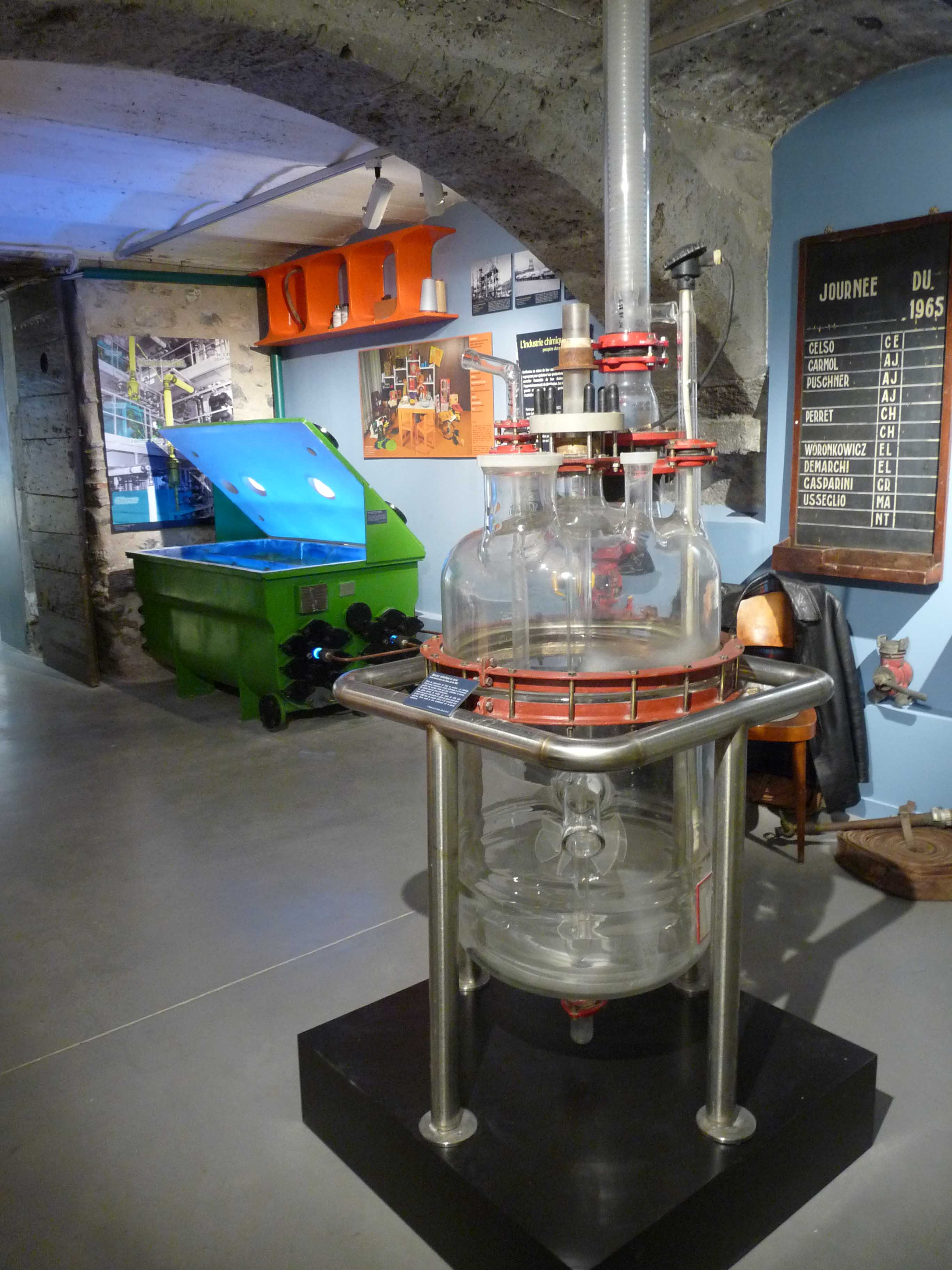
Intérieur du musée.

La visite guidée, qui dure 1 h 30 environ et elle est accessible à tous les publics dès 11-12 ans.
L'exposition permanente est un parcours chronologique où il est question de 
- l'évolution de la chimie de l’Antiquité au XXe siècle ;
- du développement de l'industrie chimique locale, entre Pont-de-Claix et Jarrie
- de la chimie du XXIe siècle et les applications de l’industrie chimique aujourd'hui, notamment dans la fabrication de matériaux innovants.

Avec les paillasses en libre-accès, le public est invité à observer des réactions chimiques, à comprendre le fonctionnement d'une pile à combustible, à observer les propriétés physico-chimiques de certains polymères grâce au concours des étudiants de Polytech qui enrichissent chaque année le parcours de nouveaux démonstrateurs.
Dans ce parcours de visite, on découvre le secret de la fabrication des pierres synthétiques (saphirset rubis), le rôle du chlore dans diverses fabrications comme celle du zirconium, utilisé comme gaines des crayons contenant le combustible nucléaire dans les réacteurs à eau des centrales nucléaires. Le parcours met en lumière un certain nombre d'objets scientifiques étonnants comme  la maquette d’une colonne à distiller de 2 m de hauteur, un réacteur-pilote en pyrex, un chloreur photochimique.
Des ateliers scientifiques sont proposés au public scolaire et aux enfants pendant les vacances scolaires d'hiver, de printemps et  de la Toussaint.
Après avoir traité du sujet de la transition énergétique (2019-2020), le musée de la chimie inaugure  une nouvelle exposition qui questionne encore une fois notre quotidien :"Quand la chimie nous éclaire".(18/09/2021 au 20/12/2023). L'exposition est conçue comme une vaste expérience plongeant le visiteur dans une enquête sur la lumière et plus particulièrement sur son utilisation dans le domaine de l'éclairage. Pour nous éclairer, nous avons, au cours de l'histoire, utilisé la bougie, la lampe à pétrole, la lampe à incandescence... aujourd'hui, les technologies d'éclairage sont nombreuses et nous pouvons nous retrouver démunis devant le choix qui nous est proposé en magasin : lampe halogène, tube "néon", ampoule fluo-compacte, ampoule à led blanc chaud ou froid ... En plus de leur fonction première, ces technologies doivent répondre aux enjeux écologiques du moment en termes de durée de vie, de consommation d'énergie et de disponibilité de ressources. Autant d'enjeux auxquels la chimie doit répondre !

## Médiation scientifique
Le musée de la chimie propose des ateliers scientifiques pour le jeune public. En lien avec l'exposition permanente ou les expositions temporaires, Karine Godot de l'association Sciences et Malice intervient fréquemment au musée de la chimie. Voici quelques-uns des thèmes abordés avec les jeunes :
- Chimiste en herbe ! (changements d’état, séparation, réactions chimiques simples)
- Électricité (sources d’énergie, productions, utilisations en lien avec la chimie)
- Le sel, la chimie de la vie (les utilisations du sel dans notre quotidien)
- Code H2O  (changements d’état, tension superficielle, pollution…)
- La chimie se met en bulles ! (savon, tensio-actifs)
- Enquête à Chimyville (acide-base)
- Les mystères de l'oeuf
- De fil et de chimie : tout connaître sur les fibres jusq'aux fibres carbones et fibres optiques !
- La peinture de soleil (cyanotypie, impression au bleu de Prusse par réaction photochimique
- Cristallographie (structures cristallines, arbre à cristaux)